# هنری-جوزف روکسیتیل
هنری-جوزف روکسیتیل (انگلیسی: Henri-Joseph Ruxthiel; ۱ ژانویهٔ ۱۷۷۵ – ۱۵ سپتامبر ۱۸۳۷) مجسمه‌ساز، و نقاش اهل بلژیک بود.
وی همچنین برندهٔ جوایزی همچون جایزه بزرگ رم شده‌است.